# Exoforia

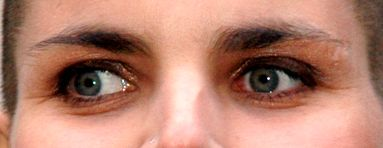
Exoforia occhio destro

Per exoforia si intende il disallineamento degli occhi in direzione tempiale quando non sono presenti stimoli visivi binoculari. Un'exoforia importante può portare alla difficoltà di convergenza degli assi visivi degli occhi.

## Caratteristiche
Quando si guarda un oggetto posto a distanza finita, gli assi visivi dei due occhi devono modificare il loro assetto, da parallelo a convergente sul piano orizzontale fino a formare un angolo con il vertice sull'oggetto osservato. Quanto più vicino è posto l'oggetto osservato, tanto maggiore sarà la rotazione dei due bulbi oculari verso il naso. La rotazione dei bulbi oculari verso il naso si chiama convergenza e si ottiene tramite la contrazione dei muscoli estrinseci (oculomotori), in particolare dei retti mediali o interni.
In situazioni normali, cioè quando la convergenza dei due assi si effettua senza alcuna difficoltà, si ha ortoforia, ciò significa che i due muscoli antagonisti di ogni singolo occhio, deputati alla rotazione dei bulbi oculari sul piano orizzontale, sono fra di loro in equilibrio.
Sui soggetti affetti da exoforia questo equilibrio del tono muscolare non è presente, di conseguenza si ha una tendenza alla divergenza o una difficoltà alla convergenza in uno o in entrambi gli occhi. Potremmo definire l'exoforia come una sorta di strabismo divergente allo stato latente, in quanto il disallineamento degli assi visivi non è osservabile visivamente, perché compensato da rotazioni opposte messe in atto dalle riserve fusionali. Quando le riserve fusionali di convergenza non sono sufficienti a neutralizzare l'exoforia, il disallineamento diventa manifesto e si ha exotropia cioè strabismo divergente.
L'unità di misura della convergenza è l'angolo metrico, che è dato dall'angolo formato dai due assi visivi, con il vertice a 1 metro dal centro del segmento che unisce i due centri di rotazione dei due bulbi oculari. In alternativa all'angolo metrico, è possibile, anzi consigliabile in quanto più precisa, utilizzare la diottria prismatica, che considera anche la distanza fra i due centri di rotazione dei due bulbi oculari, cosa non considerata nell'angolo metrico.
Si consideri, solo a titolo di esempio, che la giusta convergenza alla distanza media di lettura di 33cm, è di 3 angoli metrici, pari a 18 diottrie prismatiche, considerata una distanza fra i centri di rotazione di 6cm. Il sintomo principale descritto dai soggetti affetti da exoforia è il rapido affaticamento oculare, prevalentemente in visione prossimale (lettura, lavoro ecc.), nonostante la presenza di correzione ottica ottimale dal punto di vista refrattivo.
Il primo tentativo di soluzione del problema dovrebbe essere quello riabilitativo, che consiste nel praticare, con costanza e per periodi adeguati, esercizi di convergenza atti a migliorare la capacità di contrazione dei muscoli deputati alla funzione. Nei casi in cui non si ottengono buoni risultati dal tentativo di riabilitazione, rimangono soltanto due opzioni:
1. se l'exoforia è di lieve entità e il soggetto dispone di una sufficiente riserva fusionale di convergenza, basta non esagerare con i tempi di utilizzo continuativo della visione da vicino e rassegnarsi a convivere con l'exoforia.
2. Se l'affaticamento è tale da non permettere una visione da vicino sufficientemente confortevole, si può ricorrere all'uso di occhiali che oltre alla compensazione dell'eventuale difetto refrattivo (presbiopia, ipermetropia, miopia, astigmatismo) riducano di una determinata quantità la richiesta di convergenza, utilizzando opportunamente la correzione prismatica. La pratica ci insegna che, perché l'applicazione in visione da vicino risulti confortevole e sostenibile ad esempio per un'ora o più, la riserva fusionale di convergenza disponibile, oltre alle circa 18 diottrie prismatiche dell'esempio di cui sopra, deve essere pari ad almeno 1/3 della convergenza richiesta, quindi 6 diottrie prismatiche.

Di tutti questi elementi, il professionista della visione (optometrista, ortottista, oftalmologo) dovrà tenere conto nella eventuale progettazione degli occhiali.